# 鲁德尼奇内 (基洛夫州)
鲁德尼奇内（羅馬化：Rudnichnyy）是俄罗斯基洛夫州的市级镇，属上卡马区，地处基洛夫州东北部，在区行政中心基尔斯及州府基洛夫东北方；西北侧及西南侧分别有同属一区的市级镇列斯诺伊和斯韦特洛波良斯克。卡马河一支流沃洛斯尼察河（Волосница）流经该地边界附近。
该地2021年人口有3,956人；2010年人口5,084；2002年人口5,729；1989年人口7,746。